# Азиатска късоноктеста видра
Азиатската късоноктеста видра (Aonyx cinerea), също малка азиатска видра, е хищен бозайник от семейство Порови и е най-малкият вид видра в света, с тегло по-малко от 5 kg. Отличителна характеристика на вида са крайниците с особено къси нокти в края на разделените с ципи пръсти. Тази особеност дава на вида особена ловкост на крайниците с възможност да се храни с мекотели, раци и други водни животни.

## Разпространение и местообитание
Обитава мангровите тресавища и сладководни мочурища в Бангладеш, Мианмар, Индия, южен Китай, Тайван, Лаос, Малайзия, Индонезия, Филипините, Тайланд и Виетнам. Видът може да бъде открит в крайбрежните региони от южна Индия до Южен Китай, югоизточна Азия, островите Суматра, Ява и Палаван. Известна е и във всички райони на Сабах и Саравак, Бруней и по-голямата част от остров Борнео.

## Местообитание
Азиатските късоноктести видри обитават сладководни мочурливи местности, блата, меандри на реки, включително и в обилно напоявани оризови ниви. Не обичат голите открити местности, които не им предлагат защита. В крайречните системи предпочитат местности с ниска растителност и за отглеждане на малките избират леговища, издълбани в калта. Видът прекарва по-голямата част от времето си на сушата, за разлика от повечето други видове видри.
Азиатската късоноктеста видра живее в семейни общности, в които само алфа-двойката се чифтосва, а поколенията от предишни години помагат в отглеждането на малките. Поради постоянно редуцираната площ на местообитанията на вида, замърсяване и незаконен лов в някои области, азиатската късоноктеста видра е вписана в Червения списък на световнозастрашените видове като уязвим вид.

## История
Видът в миналото е смятан като единствен представител на рода Amblonyx; но след анализи на митохондриалната му ДНК през 1998 година е потвърдена принадлежността на вида към рода Aonyx. Друг таксономичен синоним за азиатската късоноктеста видра е името Aonyx cinereus.

## Физическо описание
Азиатската късоноктеста видра е най-малкият от всички видове видри. Общата му дължина варира от 70 до 100 cm, от които опашката е около 30 cm. Теглото може да варира от 1 до 5,4 kg. Тялото на видрата е слабо, стройно и гъвкаво. Тъмна, сиво-кафява козина покрива почти цялото ѝ тяло с малко по-светло оцветяване на коремната област, както и особено на лицевите части и врата. Козината на азиатската късоноктеста видра е с относително къси косми, по-къси от 2,5 cm на дължина и е мека, плътна и кадифена.
Главата е сплескана, вратът е къс и набит, очите са разположени фронтално на главата, ушите са малки и закръглени и имат структурата на клапа, която се затваря, когато видрата плува под водата. Носът е тъмен или розовеещ на цвят, муцуната има мустаци от двете страни. Тези мустаци са чувствителни на допир и с тях видрите долавят подводни вибрации, които им помага да усещат движенията на плячката им.
Както и другите видри, и азиатската късоноктеста видра има относително къси крака, пригодени за плуване, тичане, пощене и хващане на плячката. Стъпалата са доста тесни и с плавателни ципи между всички, с изключение на последните два пръста. Ципите не покриват цялата дължина на пръстите, което отличава вида от другите видове видри. Така частично свързани с ципи, крайниците на азиатската късоноктеста видра имат отлично осезание за допир и координация, което придава на азиатските късоноктести видри повече сръчност от другите видове с пълно оципяване между пръстите. За разлика от другите видове видри, те хващат плячката си с пръстите на крайниците, вместо с устата.
Опашката е дълга, съставлява около една трета от общата дължина на тялото. Тя е дебела в основата, мускулеста, гъвката и се заостря на края. В основата на опашката са разположени подкожни жлези, с които видрите отделят миризлив секрет. С опашката видрата си помага да се изтласква напред с висока скорост при плуване, да се направлява при бавно плуване и да балансира докато стои на задните си крака.

## Размножаване
Азиатската късоноктеста видра формира моногамни двойки, които остават заедно до края на живота си. Цикълът на женската е 28-дневен. Годишно женската може да роди два пъти с по едно до шест малки в котилото, като продължителността на бременността ѝ е около 60 дни.
Новородените видри са относително недоразвити: при раждането си тежат около 50 g, нямат зъби, очите им са затворени и са практически неспособни да се движат. Остават в леговището и прекарват първите няколко седмици от живота си в сън и бозаене. Бозаят на всеки 3-4 часа за по 10-15 минути. Отварят очи след около 40 дни и биват напълно отбити на възраст от 14 седмици. През следващите 40 дни след отбиването малките започват да се хранят с твърда храна, а три месеца по-късно започват да плуват.
Младите видри остават с майка си до раждането на следващото поколение. Мъжките видри помагат на женските за изграждане на леговището и им набавят храна след раждането. Продължителността на живота на този вид се оценява на около 11-16 години.

## Поведение
Азиатските късоноктести видри са дневни животни и обитават отдалечени области, далеч от човешко присъствие.
Продължително време пощят козината си, с което поддържат изолационните ѝ качества. Изсушават се, като се търкалят по земята и се отъркват о пънове или друга растителност.
Представителите на вида са отлични плувци; плуват, като движат задните си крайници и опашката. Когато плуват с висока скорост, те движат вълнообразно телата и опашките си, като направляват тялото нагоре-надолу със задните си крака. Могат да се гмуркат под водата и да остават под вода за около 6-8 минути.
Този вид видри оставят малки количества изпражнения, които служат за общуване между видрите.
Като цяло видрите спят или почиват на сушата – както в леговищата си, така и на открито.
Това са доста социални животни, живеещи в големи семейни общности от по около 12 екземпляра. Често могат да бъдат видени да си играят и да се спускат по кални брегове във водата. Защитават териториите си с драскане, а понякога и със схватки.

### Общуване
За общуване видът използва звуци, териториално маркиране и купчинки изпражнения. Регистрирани са поне 12 различни по вид звуци, които видът издава, но основният начин на комуникация остава секретирането на миризлив секрет, особено с цел маркиране на границите на територията. На опашката си видрите имат жлези, през които излъчват мускусна миризма върху изпражненията, които оставят в корените на дърветата, на големи скали, по крайбрежията. Купчинките с изпражнения са визуалните индикатори за присъствие на видрата.
Освен по тези начини, видрите от вида общуват и тактилно посредством групово пощене и позиране.

## Хранене
Азиатската късоноктеста видра се храни основно с безгръбначни животни като раци и ракообразни, мекотели и земноводни. Горните ѝ предни зъби са широки и мощни, специализирани в трошенето на екзоскелетите на раците и друга плячка с твърда черупка. Ядат също така и насекоми, както и малки риби. Допълват менюто си с гризачи и змии.
Менюто им варира според сезона. За търсене на храна използват мустачките си, с които във водна среда долавят движенията на плячката. Използват предните си лапи за да хванат плячката, за разлика от повечето видри, които използват устата си.
Ровят в калта и пясъка по дъното в търсене на черупчести мекотели като миди и раци. За да извадят месото от черупката те с крайници и зъби чупят черупката или я оставят на слънцето, докато се разтвори.

## Икономическо значение
Азиатската късоноктеста видра консумира малки раци, които са смятани за вредители, макар че понякога изравя с корените растенията в оризищата. Видрите имат принос за контролирането на популациите от ракообразни вредители.

## Природозащитен статус
Видрите от този вид са заплашени от бързото намаляване на местообитанията им, лова и замърсяванията. Популацията им има тенденция към намаляване, въпреки че са обявени за защитен вид.